# Constante van Apéry
In de wiskunde is de constante van Apéry een wiskundige constante met de waarde {\displaystyle \zeta (3)}, de waarde van de riemann-zèta-functie voor het getal 3.
{\displaystyle {\begin{aligned}\zeta (3)&=\sum _{n=1}^{\infty }{\frac {1}{n^{3}}}=\lim _{n\to \infty }\left({\frac {1}{1^{3}}}+{\frac {1}{2^{3}}}+\cdots +{\frac {1}{n^{3}}}\right)=\\&=1{,}20205\;69031\;59594\;28539\;97381\;61511\;44999\;07649\;86292\,\ldots \end{aligned}}}
In 1979 bewees Roger Apéry dat  {\displaystyle \zeta {(3)}}. een irrationaal getal  is. Onbekend is of het getal ook transcendent is. De constante komt op een natuurlijke manier voor in enkele problemen in de fysica.

## Reeksontwikkeling
In 1772 gaf de Zwitserse wiskundige Leonhard Euler de volgende reeksontwikkeling voor dit getal:
{\displaystyle \zeta (3)={\frac {\pi ^{2}}{7}}\left(1-4\sum _{k=1}^{\infty }{\frac {\zeta (2k)}{2^{2k}(2k+1)(2k+2)}}\right)}
Andere reeksontwikkelingen zijn onder andere
{\displaystyle {\begin{aligned}\zeta (3)&={\frac {8}{7}}\sum _{k=0}^{\infty }{\frac {1}{(2k+1)^{3}}}\\\zeta (3)&={\frac {4}{3}}\sum _{k=0}^{\infty }{\frac {(-1)^{k}}{(k+1)^{3}}}\end{aligned}}}